# 保留
保留（ほりゅう）
| ウィキペディアには「保留」という見出しの百科事典記事はありません（タイトルに「保留」を含むページの一覧/「保留」で始まるページの一覧）。 代わりにウィクショナリーのページ「保留」が役に立つかもしれません。 |